# Герман ван Ромпей
Ге́рман Ашиль ван Ро́мпей (нід. Herman Achille Van Rompuy МФА: [ˈɦɛrmɑn vɑn ˈrɔmpœy̆] ( прослухати); нар. 31 жовтня 1947, Еттербек, Бельгія) — бельгійський політик, голова Європейської ради (2010—2014); прем'єр-міністр Бельгії (з грудня 2008 до листопада 2009).

## Життєпис
Народився 31 жовтня 1947. Закінчив університет у Левені.

## Кар'єра
Політична кар'єра Ван Ромпея пов'язана з партією Християнських демократів і фламандців, у якій він з 1975.
У 1988–1993 — голова партії. Член Сенату в 1988–1993. Не раз обіймав урядові пости, особливо плідною вважають його діяльність на посту віцепрем'єра й міністра бюджету в 1993–1999.
12 липня 2007 його обрано головою нижньої палати бельгійського парламенту.
На посаду прем'єр-міністра Бельгії Ван Ромпея призначено в грудні 2008; склав присягу 30 грудня 2008, після чого залишив посаду голови Палати представників. Склад кабінету практично не відрізнявся від колишнього уряду Іва Летерма. Уряд Ван Ромпея отримав вотум довіри від Палати депутатів Бельгії 2 січня 2009. Головним його досягненням вважають те, що йому вдалось понизити напругу суперечностей між двома головними громадами країни в центрі Європи, фламандцями та валлонами.
Після набрання чинності Лісабонської угоди на екстреному саміті співдружності європейських держав в Брюсселі 19 листопада 2009 Ван Ромпея було призначено на посаду першого голови Європейської ради. Офіційно обіймав цю посаду з 1 січня 2010 року до 31 травня 2012 року. Гордон Браун схвалив Ван Ромпея за те, що він «приніс період політичної стабільності до своєї країни після кількох місяців невизначеності». Це відобразилось у заяві, яку він зробив на пресконференції після виборів: «Кожна країна повинна війти переможцем з переговорів. Я розглядатиму інтереси кожної людини. Навіть якщо наша єдність залишиться нашою силою, наша різноманітність залишиться нашим багатством».
Також він описав свою роль керівника управлінського апарату, що складається з 27 глав держав і урядів. Ван Ромпей назвав себе «не глядачем чи диктатором, а керівником».
Перші два роки на цій посаді охарактеризувались координацією позицій Європи на світовій арені на самітах рівнів G8 та G20. На початку 2011 року він досить швидко скликав спеціальну раду Європи з приводу кризи в Лівії.
1 березня 2012 року Германа Ван Ромпея одноголосно переобрали президенти 27 держав-членів ЄС на посаду президента Європейської Ради. Другий термін на цій посаді склав два з половиною роки, з 1 червня 2012 року до 30 листопада 2014 року. Утретє його не переобрали, тому що термін повноважень президента Європейської ради не перевищує двох.
2014 року Герман Ван Ромпей був нагороджений Міжнародною премією Карла Аахена за його вклад у розвиток Європейського Союзу.

## Особисте життя
Батько Германа, — Вік ван Ромпей, був професором економічних наук. Герман має двох сестер і одного брата. Його молодший брат Ерік був міністром фламандського уряду у період з 1995 до 1999 року. Сестра Тіна — член партії працівників у Бельгії. Ще одна сестра Германа — Аніта, не займається політичною діяльністю. Герман ван Ромпей одружений, має четверо дітей. У вільний час захоплюється написанням віршів у стилі хайку.